# The Four III
Pour plus de détails, voir Fiche technique et Distribution.
The Four III (四大名捕3, Si da ming bu 3) est un film hongkongais réalisé par Gordon Chan, sorti en 2013.
C'est la suite des films The Four (2012) et The Four II (2013).

## Fiche technique
- Titre : The Four III
- Titre original : 四大名捕3 (Si da ming bu 3)
- Réalisation : Gordon Chan
- Scénario : Lui Koon-nam, Frankie Tam et Maria Wong
- Pays d'origine : Hong Kong
- Format : Couleurs - 35 mm
- Genre : action
- Durée : 106 minutes
- Date de sortie :
  -  Hong Kong : 28 août 2014

## Distribution
- Deng Chao : Leng Lingqi (Sang froid)
- Liu Yifei : Shong Yayu (Sans émotion)
- Ronald Cheng : Cui Lueshang (Chasseur)
- Collin Chou : Tie Yourda (Mains de fer)
- Anthony Wong Chau-sang : Zhuge Zhenwo